# Brian Hewson
Brian Stanford Hewson (* 4. April 1933 in Croydon; † 13. September 2022 in Kapstadt, Südafrika) war ein britischer Mittelstreckenläufer.
1954 gewann er, für England startend, am 3. August bei den British Empire and Commonwealth Games in Vancouver über 880 Yards Silber in 1:51,2 min hinter seinem Landsmann Derek Johnson. Ende August, bei den Europameisterschaften in Bern gewann Hewson seinen Vorlauf über 800 Meter in 1:50,2 min, schied dann aber im Halbfinale in 1:51,2 min aus. Bei den Olympischen Spielen 1956 in Melbourne wurde er in 3:42,6 min Fünfter im 1500-Meter-Lauf.
1958 gewann er die Meisterschaft der britischen Amateur Athletic Association über 880 Yards vor seinem Landsmann Mike Rawson und dem Australier Herb Elliott. Ende Juli bei den British Empire and Commonwealth Games in Cardiff gewann Elliott in 1:49,32 min vor Hewson in 1:49,47 min und Rawson in 1:50,94 min. Über die 1 Meile gewann ebenfalls Elliott, in diesem Rennen wurde Hewson mit fast zwölf Sekunden Rückstand Achter. Bei den Europameisterschaften in Stockholm Mitte August startete Hewson nur über 1500 Meter. Im Vorlauf wurde er Zweiter hinter dem Finnen Olavi Vuorisalo, verbesserte aber mit 3:41,1 min den britischen Rekord. Das Finale begann etwas langsamer. Auf der Zielgeraden spurtete Hewson am gesamten Feld vorbei und gewann in 3:41,9 min vor dem Schweden Dan Waern und dem Iren Ron Delany. Zehn Tage nach seinem Titelgewinn trat Hewson in London über die 1 Meile erneut gegen Herb Elliott an. Elliott gewann, aber Hewson lief als Zweiter in 3:58,9 min persönliche Bestzeit. Am 27. September 1958 war Hewson dann Schlussläufer der englischen 4-mal-1-Meile-Staffel, die in 16:30,6 min einen Weltrekord aufstellte.
1960 nahm er noch einmal an den Olympischen Spielen in Rom teil, schied aber im Vorlauf über 800 Meter aus.
Brian Hewson war 1,83 m groß und wog in seiner aktiven Zeit 63 kg. Er starb am 13. September 2022 im Alter von 89 Jahren.